# مارسيلينو دا ماتا
مارسيلينو دا ماتا (7 مايو 1940 - 11 فبراير 2021) كان ضابطا بالجيش البرتغالي، ولد في غينيا البرتغالية. اشتهر مارسيلينو بالشجاعة خلال حروب البرتغال الاستعمارية حيث شارك في 2412 عملية عسكرية.